# Ferla
Ferla is een gemeente in de Italiaanse provincie Syracuse (regio Sicilië) en telt 2692 inwoners (31-12-2004). De oppervlakte bedraagt 24,8 km², de bevolkingsdichtheid is 109 inwoners per km².

## Demografie
Ferla telt ongeveer 1071 huishoudens. Het aantal inwoners daalde in de periode 1991-2001 met 8,9% volgens cijfers uit de tienjaarlijkse volkstellingen van ISTAT.
| Jaar | Inwoneraantal |
| ---- | ------------- |
| 1991 | 3029          |
| 2001 | 2760          |

## Geografie
De gemeente ligt op ongeveer 556 m boven zeeniveau.
Ferla grenst aan de volgende gemeenten: Buccheri, Buscemi, Carlentini, Cassaro en Sortino.

## Galerij

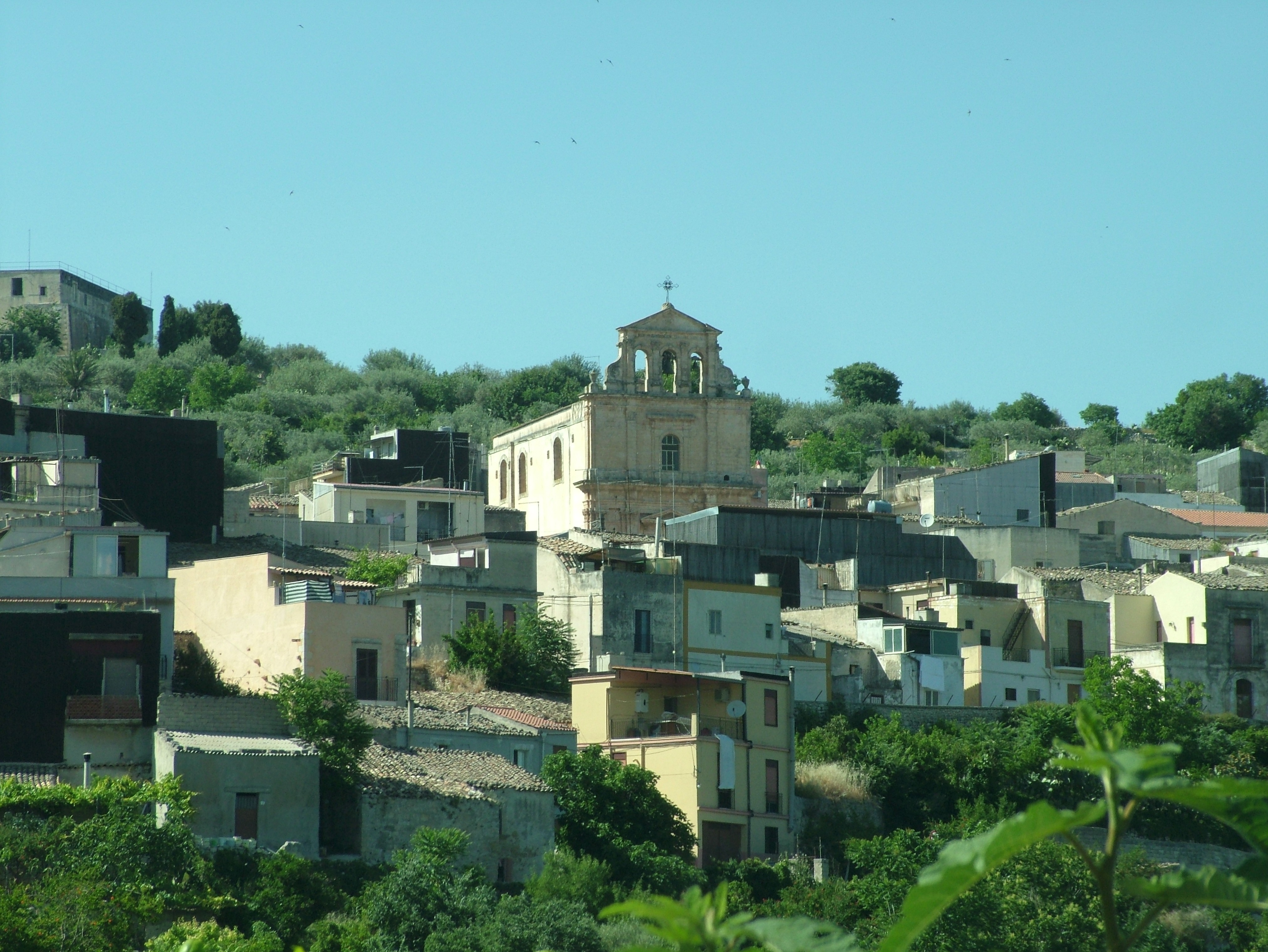
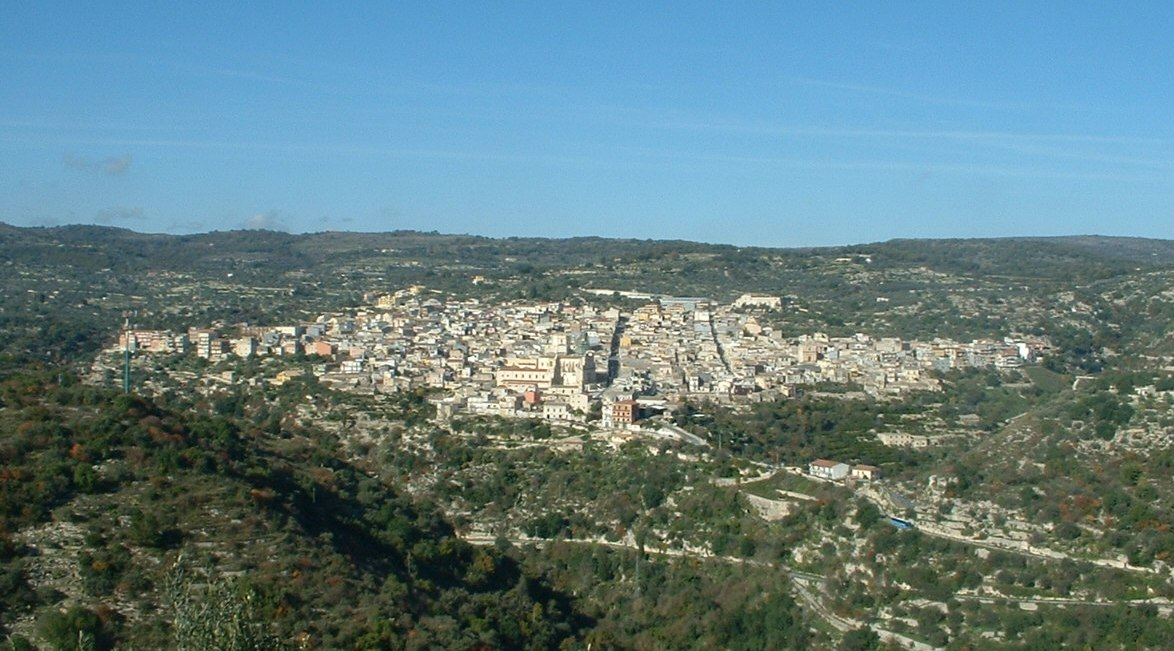
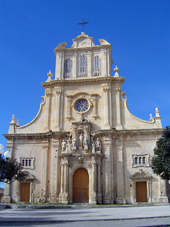
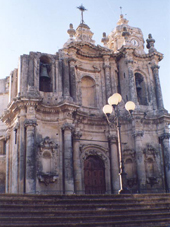